# Paolo Castellini
Paolo Castellini (ur. 25 marca 1979 w Brescii) – włoski piłkarz występujący na pozycji lewego obrońcy.

## Kariera klubowa
Paolo Castellini zawodową karierę rozpoczął w 1996 w US Cremonese. W debiutanckim sezonie rozegrał dla niego 2 mecze, a Cremonese spadło z drugiej ligi do Serie C1. „Grigiorossi” od razu powrócili jednak do Serie B, gdzie w sezonie 1998/1999 Castellini zaliczył 22 występy. Cremonese ponownie spadło jednak do Serie C1, a włoski obrońca miał już wówczas zapewnione miejsce w podstawowej jedenastce i wystąpił w 34 ligowych meczach.
Latem 2000 Castellini odszedł do Torino FC, gdzie od razu wywalczył sobie miejsce w wyjściowym składzie. W barwach ekipy „Granata” 26 sierpnia 2001 zadebiutował w rozgrywkach Serie A, a Torino zremisowało wówczas 2:2 z Udinese Calcio. Dla zespołu ze Stadio Olimpico di Torino Włoch rozegrał łącznie 94 ligowe pojedynki, po czym w styczniu 2004 został wypożyczony do Brescii.
W letnim okienku transferowym Castellini podpisał kontrakt z hiszpańskim Betisem, jednak poprzez kontuzję kolana w sezonie 2004/2005 wziął udział tylko w 6 spotkaniach Primera División. W kolejnych rozgrywkach wystąpił w 7 ligowych meczach i 2 pojedynkach Champions League. Latem 2006 włoski gracz przeniósł się do Parmy i w debiutanckim sezonie w nowej drużynie rozegrał 33 mecze w Serie A. W kolejnych rozgrywkach zespół „Gialloblu” spadł do drugiej ligi. Po roku gry w Serie B Parma ponownie powróciła do pierwszej ligi.
25 sierpnia 2010 Castellini został wypożyczony na jeden sezon do Romy, a rzymski zespół otrzymał prawo pierwokupu piłkarza za 1 milion euro po zakończeniu rozgrywek.

## Kariera reprezentacyjna
28 grudnia 1998 w wygranym 2:0 meczu z Danią Castellini zadebiutował w reprezentacji Włoch do lat 20. Łącznie rozegrał dla niej 8 meczów, po czym 27 marca 2001 roku w zwycięskim 1:0 pojedynku przeciwko Litwie po raz pierwszy wystąpił w drużynie narodowej do lat 21. Następnie razem z nią wziął udział w Mistrzostwach Europy U-21 2002, na których „Azzurrini” dotarli do półfinału. Łącznie dla zespołu do lat 21 Castellini zaliczył 9 występów.